# Manuel Urrutia
Manuel Urrutia Lleó (Yaguajay, Cuba, 8 de setembre de 1908 - Nova York, 15 de juliol de 1981) va ser un polític i advocat liberal de Cuba, i president del seu país. Va asumir el seu càrrec després de la renúncia de Fulgencio Batista el gener del 1959, però set mesos després va renunciar al poder per les diferències de pensaments anticomunistes amb Fidel Castro.

## Biografia

### Paper a la revolució Cubana
Manuel Urrutia, va néixer el 8 de desembre del 1908 a Yaguajay, provincia de Las Villas, Cuba. On va viure la major part de la seva infància i joventut. Va estar sempre al costat de la seva mare, la qual el va educar des-de casa i li va ensenyar els conceptes necessaris per dedicar-se al que després va ser la seva professió. Va estudiar la carrera de dret i es va magistrar com a advocat a la facultat de Dret de la Universitat de l'Havana.
Va formar part a la lluita contra la dictadura de Gerardo Machado Morales, més endavant cap al 1934 es va oposar a Fulgencio Batista, i els Governs que presidien sota les seves ordres. Del 1949 al 1957 es va enfrontar al dictador des-del seu lloc com a magistrat de l'Audiència de Santiago de Cuba. Després del cop d'estat del 10 de març del 1952 se'l va reconèixer com una figura líder de la resistència civil contra els moviments de Fulgencio Batista i el seu govern durant la revolució Cubana.
A l'any 1957, concretament al 14 de maig, com a president de la Sala Tercera del Penal, de l'Audiència d'Orient, es va emetre una votació contra els acusats de la causa n. 67 del 1956 per haver format part de l'expedició al vaixell Granma. Aquesta va ser una expedició organitzada per Fidel Castro, que consistia en portar militars entrenats per començar la lluita contra el govern de Batista. El seu vot va ser absolutori, apollantse amb l'Article 40 de la constitució Cubana de 1940, on es reconeixeria el dret dels ciutadans Cubans a la resistència adequada davant l'opressió dels seus drets. Al assumir aquest vot, va fer una valenta denuncia a la violació dels drets fonamentals que s'estaven executant durant la dictadura. En el judici, es va enfrontar amb l'argument de la posició armada del govern de Batista, que era un règim inconstitucional proclamat pel cop d'Estat del 10 de març del 1952.
Per la seva actitud va ser proposat com a futur president de la República per la direcció del Moviment 26 de juliol (M-26-J), una organització de revolucionaris un altre cop liderada per Fidel Castro, en el desembre del 1957. A més de governar com a president, havia d'haver-se enfrontat a les maniobres de la recent creada Junta d'alliberació, els quals els representants eren forces opositores. Manuel Urrutia va acceptar la proposta de l'organització (M-26-J), es va jubilar i exiliar, i després va estar fent tasques d'ajuda a la revolució. Mig any després, cap a l'Agost del 1958, a la reunió organitzada pels més alts càrrecs revolucionaris conjuntament amb opositors feta a Miami va ser aprovada la candidatura de Manuel Urrutia com al president provisional.

#### Com a president
El dia 7 de desembre del 1958, Urrutia va arribar al territori rebel, conjuntament amb la seva família, després de viatjar amb un avió que transportava armes des de Veneçuela. Al final del triomf revolucionari se'l va reanomenar com a president provisional l'1 de gener del 1959 i just al matí de l'endemà va jurar solemnement la presidència provisional de Cuba.
El govern revolucionari es va instal·lar la nit del 5 de gener del 1959 en el palau presidencial.
Durant els primers dies, va prendre unes mesures, que van formar el seu gabinet conjuntament amb el comandant en Cap de les forces armades cubanes. A part d'això es van anar posant en vigor algunes lleis canviades de la constitució del 1940, tot per canviar les ordres dictades pel govern anterior i que haurien de desaparèixer. Amb això, va declarar dissolt el congrés, i acabades les candidatures de governants, alcaldes i consellers.
Gabinet de la presidència de Manuel Urrutia:
- Primer ministre: José Miró Cardona
- Ministre d'Estat: Roberto Agramonte
- Ministre d'Hisenda: Raúl Chibás
- Ministre de Justícia: Ángel Fernández Rodríguez
- Ministre de Salut: Julio Martínez Páez
- Ministre de Comerç: Raúl Cepero Bonilla
- Ministre de Treball: Manuel Fernández García
- Ministre d'Educació: Armando Hart
- Ministre de Govern: Luis Orlando Rodríguez (cubà)
- Ministre de Foment: Manuel Ray Rivero
- Ministre d'Agricultura: Humberto Sorí Marín
- Ministre de Defensa Nacional: Augusto R. Martínez Sánchez
- Ministre de Comunicacions: Enrique Oltuski Ozacki
- Cap de la Marina: Gasper Brooks Avella
- Cap d'Estat de l'Exèrcit: Coronel José M. Rego Rubido
- Cap de Policia Nacional: Efigenio Ameijeiras
- President de la Cort Suprema: Emilio Menéndez Menéndez
- Fiscal del Tribunal Suprem: Felipe Luaces Sebrago
- Ambaixador davant les Nacions Unides: Adis C. Garcia
- Ambaixador als Estats Units: Ernesto Dihigo
- Delegat General del President a les Forces Armades i màxim líder del moviment del 26 de juliol: Fidel Castro

En el gener de 1959, tan primer ministre com el president, i algunes de les obres públiques, i altres poders, s'havien oposat a la dictadura del expresident Fulgencio Batista, encara que alguns eren de pensament conservador. El govern i les noves forces, van intentar eliminar totes les a ordres donades pel dictador.
Després de l'enorme descontent popular davant de la lentitud del procés del govern en funcions, en adoptar les mesures que el país necessitava urgentment. Més endavant, el Consell de ministres va renunciar a un ple davant del mateix Manuel Urrutia. El 16 de febrer del 1959, José Miró Cardona renuncia al càrrec de primer ministre, i després nomena a Fidel Castro com al seu segon. Fidel Castro després va començar a presidir les reunions de ministres amb la màxima autoritat de l'estat. Amb aquestes condicions, es van aportar lleis que afavoreixen a les classes més humides i pobres de Cuba. Una d'aquestes és la llei de reforma agrària, es va crear l'Institut d'estalvi i vivenda, i es va eliminar la Renta Nacional de loteria.
A poc a poc Urrutia es va convertir en un pes  pesat del compliment del programa revolucionar. Així se'n enderreria l'aprovació d'algunes determinades lleis que de les quals algunes tenen un gran valor polític. Aquests actes van crear situacions negatives i de desconfiança totals, que van fer que la seva carrera perdés prestigi i autoritat.
La mala situació d'Urrutia es va anar fent pitjor per culpa de la seva confosa actuació, que aquesta es va utilitzar a la contra pels enemics i opositors de la revolució Cubana. Després de tots els seus errors, Fidel Castro va aprofitar per enderrocar la carrera d'Urrutia, deixant el seu càrrec i declarant una acusació greu a Urrutia.

#### Exili
Ja un any després de la seva renúncia, Manuel es va exiliar a l'ambaixada de veneçuela. Va estar en aquesta seu diplomàtica durant un any fins que va aconseguir un permís per poder sortir del país el 1963. Més tard es va establir als Estats Units, va participar en activitats contràries a la revolució cubana. Durant l'exili, es va dedicar a ser professor de castellà, i va viure la resta de la seva vida gaudint del barri de Queens de Nova York.
Va morir el 7 de juliol del 1981 als 79 anys, a la ciutat de Nova York.